# Agencia Espacial del Reino Unido
La Agencia Espacial del Reino Unido (en inglés: United Kingdom Space Agency o UK Space Agency, UKSA) es una agencia de Gobierno del Reino Unido responsable del programa espacial británico civil. Se estableció el 1 de abril de 2010, para reemplazar al Centro Espacial Nacional Británico (BNSC), y asumió la responsabilidad de la política del gobierno y presupuestos fundamentales para el espacio. Representa al Reino Unido en todas las negociaciones en materia espacial. Es su principio de funcionamiento opera desde la actual sede de la BNSC en Polaris House, North Star Way, Swindon, Wiltshire.

## Creación y objetivos
La Agencia Espacial del Reino Unido fue anunciada por Peter Mandelson, Paul Drayson y el astronauta Timothy Peake en el «Centro de Conferencias Reina Isabel II» el 23 de marzo de 2010.
Alrededor de 230 millones de libras de financiación y funciones de gestión de otras organizaciones se fusionaron con la nueva agencia espacial. Mejorar de la coordinación «de los esfuerzos del Reino Unido en áreas como ciencias de la Tierra, telecomunicaciones y exploración espacial» formarán parte de su cometido, de acuerdo con Paul Drayson.
Antes de la creación de UKSA, la industria espacial y de satélites fue valorada en 6000 millones de libras y mantenía 68 000 puestos de trabajo. El objetivo a 20 años de la UKSA es aumentar la industria a 100 000 puestos de trabajo y una cifra de negocio de 40 000 millones, así como llegar a representar el 10% de los productos y servicios espaciales en todo el mundo (aumentando desde el actual 6%). Este plan surge de la «Space Innovation and Growth Strategy» (Space-IGS).
Aunque la Space-IGS pidió al Reino Unido duplicar las contribuciones a la Agencia Espacial Europea e iniciar y llevar al menos tres misiones de aquí al 2030, esto no ha sido comprometido, con Paul Drayson afirmando que «vamos a requerir un modelo de negocio de peso para cada propuesta o misión».

## Centro de Innovación Espacial Internacional
Como parte de la Agencia Espacial del Reino Unido, un centro de innovación espacial de 40 millones de libras se creará en Harwell, Oxfordshire, junto al centro de investigación para la Agencia Espacial Europea. Algunas de sus tareas será investigar el cambio climático y la seguridad de los sistemas espaciales. 24 millones de libras de los costes del centro serán financiados por el gobierno, y el resto de la industria, empleara a 700 personas por un periodo de cinco años.